# Cow Island
Cow Island är en ö i Kanada.   Den ligger i provinsen Ontario, i den sydöstra delen av landet, 250 km sydväst om huvudstaden Ottawa. Cow Island ligger i sjön Rice Lake.
Runt Cow Island är det glesbefolkat, med 18 invånare per kvadratkilometer.